# Социјализам у једној земљи
Социјализам у једној земљи је био совјетска државна политика за јачање социјализма унутар земље, а не социјализма на глобалном нивоу. С обзиром на поразе европских комунистичких револуција 1917–1923, Јосиф Стаљин и Николај Бухарин подстицали су теорију о могућности изградње социјализма у Совјетском Савезу. Теорија је на крају усвојена као совјетска државна политика.
Као политичка теорија, њени експоненти тврде да није у супротности ни са светском револуцијом ни светским комунизмом. Теорија се супротставља теорији трајне револуције Лава Троцког и теорији светске револуције комунистичке левице.

## У популарној култури
Слоган је пародиран у роману Москва 2042 , где је успостављен комунизам у једном граду.